# Grunn Bier
Grunn Bier is een biermerk uit Groningen. 
De bieren van Grunn Bier worden in opdracht van de Groningse Stadsbrouwerij gebrouwen in België, Duitsland en De Meern. Hoewel er plannen waren voor het inrichten van een eigen brouwerij in de Euroborg, is dat er nooit van gekomen.
Op 4 augustus 2015 kwam naar buiten dat vijf bierspeciaalzaken en cafés zijn gestopt met de verkoop van het bier. Het zou om  Pitt van Jumbo gaan, met een ander etiket op de flesjes.

## Assortiment

### Dominikaner Weizenbieren
- Dominikaner Dunkel Weisse
- Dominikaner Hefe Weisse

### Grunn Bieren
- Grunn Dreidubbel
- Grunn Bock
- Grunn Goudhaantje
- Grunn Hail en Zegen
- Grunn Hoagelwit
- Grunn Oerpilsner
- Grunn Rode Hoan
- Grunn Winterbier

### Hunebed Bieren
- Hunebed Amber
- Hunebed Blond
- Hunebed Bock
- Hunebed Wit

#### Dolmen Bieren
- Hunebed EKO Dubbel
- Hunebed EKO Pils
- Hunebed EKO Tripel
- Hunebed EKO Weizen

### Kruisheren Bieren (verbonden met Klooster Ter Apel)
- Kruisheren Augustinus
- Kruisheren Bock
- Kruisheren Odilia
- Kruisheren Theodorus
- Kruisheren Winterbier

### Zeebieren
- Zeebaken Amber
- Zeekraal Rosé
- Zeeschuim Witbier
- Zeevaarder Urtype Pilsner

### Overige Bieren
- ABnormaal Bier
- Brandaris Bier
- Hopquell

## Bron
1. ↑  Dagblad van het Noorden – Geen vertrouwen in "speciaal"-bier Grunn. Gearchiveerd op 14 december 2015.